# 壽城區民運動場站
壽城區民運動場站（：／ Suseong-gumin-undongjang yeok */?）是大邱地鐵3號線沿線的一座高架車站，位於韓國大邱廣域市壽城區泛魚洞。

## 車站結構
站體為2面2線側式月台的高架車站，候車月台設有半高式月台門，僅有1處出口。

### 月台配置
| 壽城市場 ↑ |
| \| 上      |
| ↓ 兒童會館 |

| 月台 | 路線               | 目的地                               |
| ---- | ------------------ | ------------------------------------ |
| 上行 | ●大邱都市鐵道3號線 | 壽城市場、西門市場、漆谷慶大醫院方向 |
| 下行 | ●大邱都市鐵道3號線 | 兒童會館、壽城池、龍池方向           |

## 歷史
- 2015年4月23日：開通啟用。

## 車站周邊
- 泛魚1洞住民中心
- 大邱地方勞動廳
- 壽城區民運動場
- 大邱東山初等學校
- 大邱東都初等學校
- 泛魚公園
- 新韓銀行泛魚分行
- 大邱美迪女性綜合醫院

## 圖片

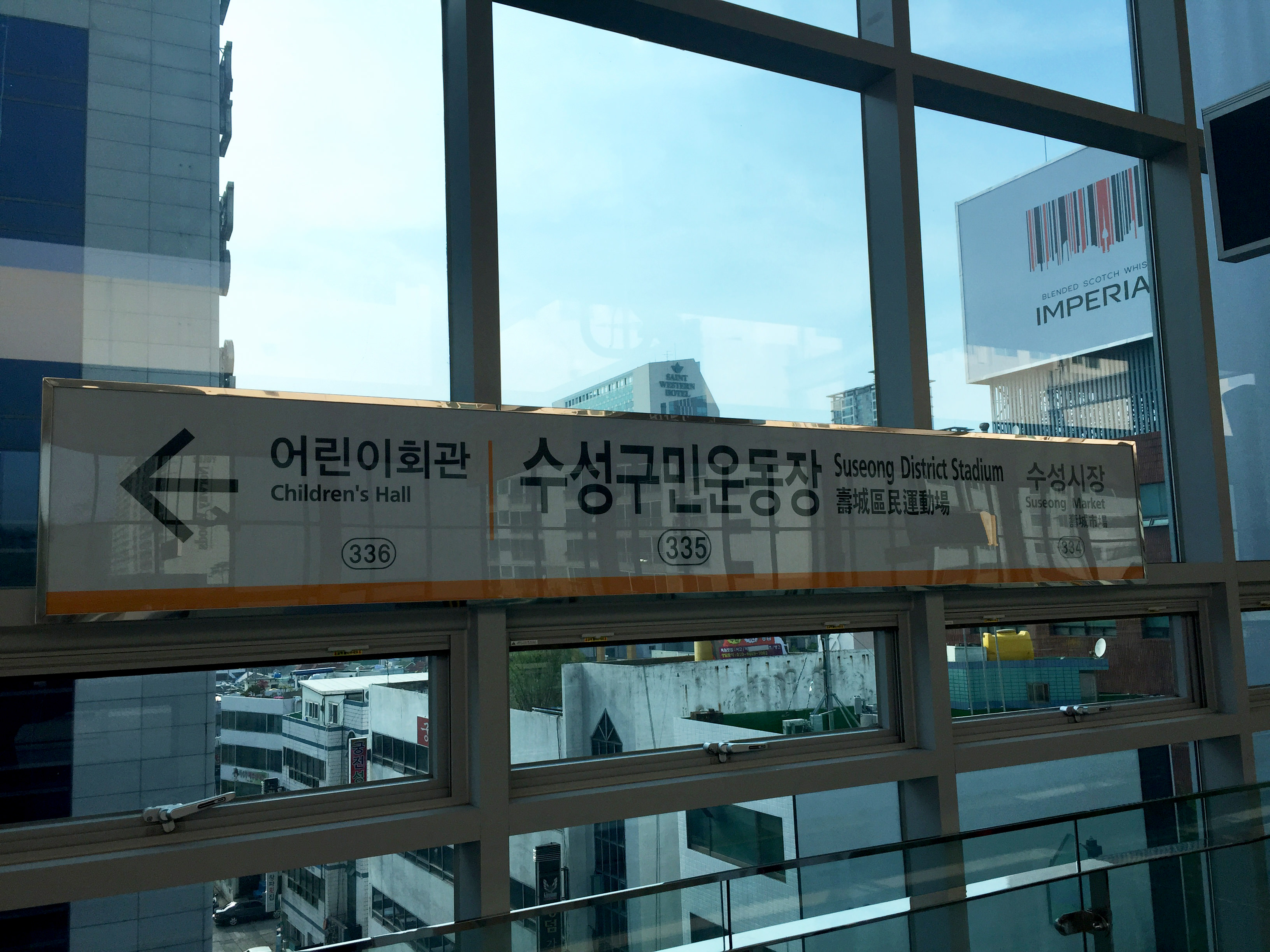
站名牌
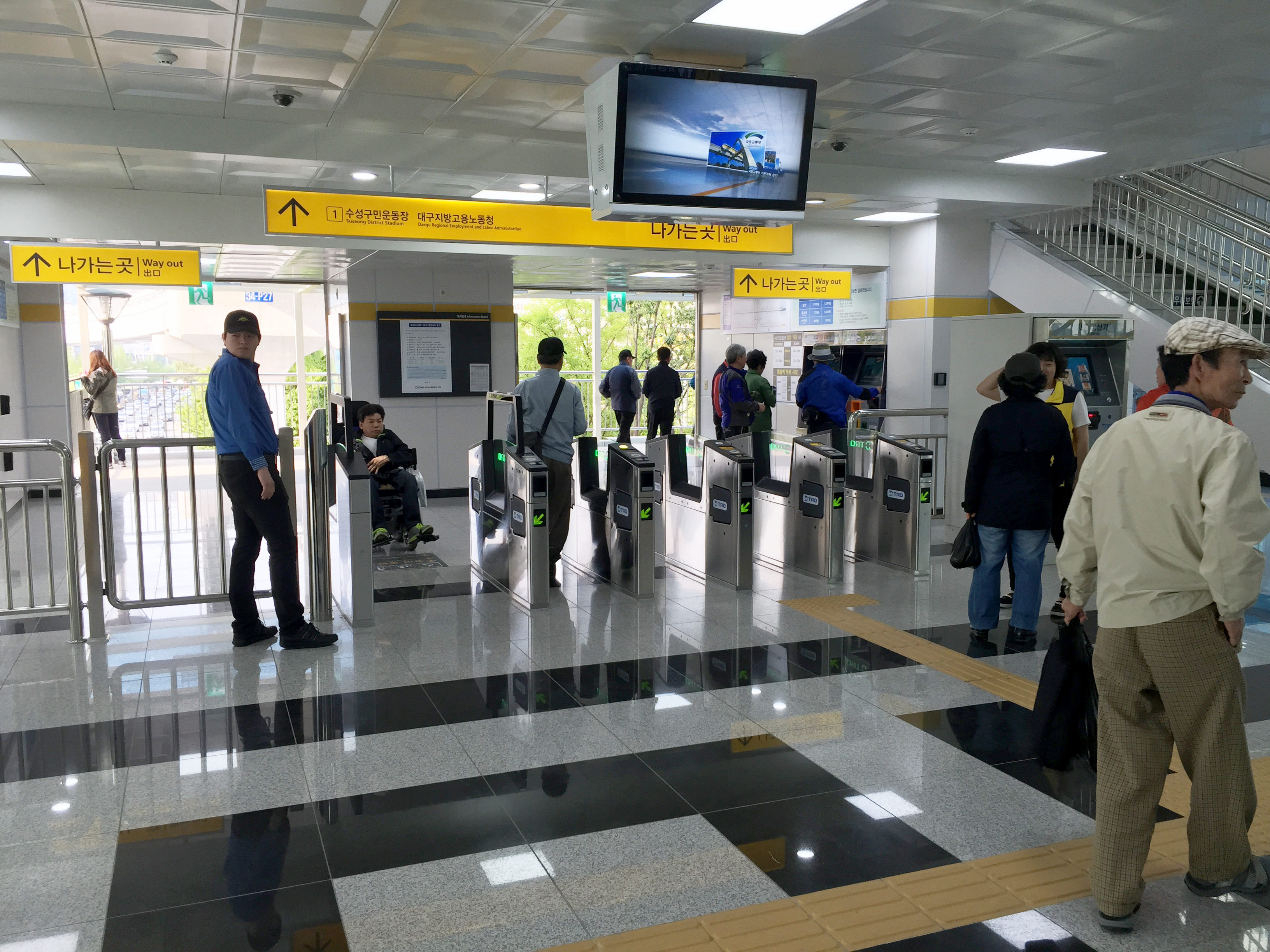
剪票閘口
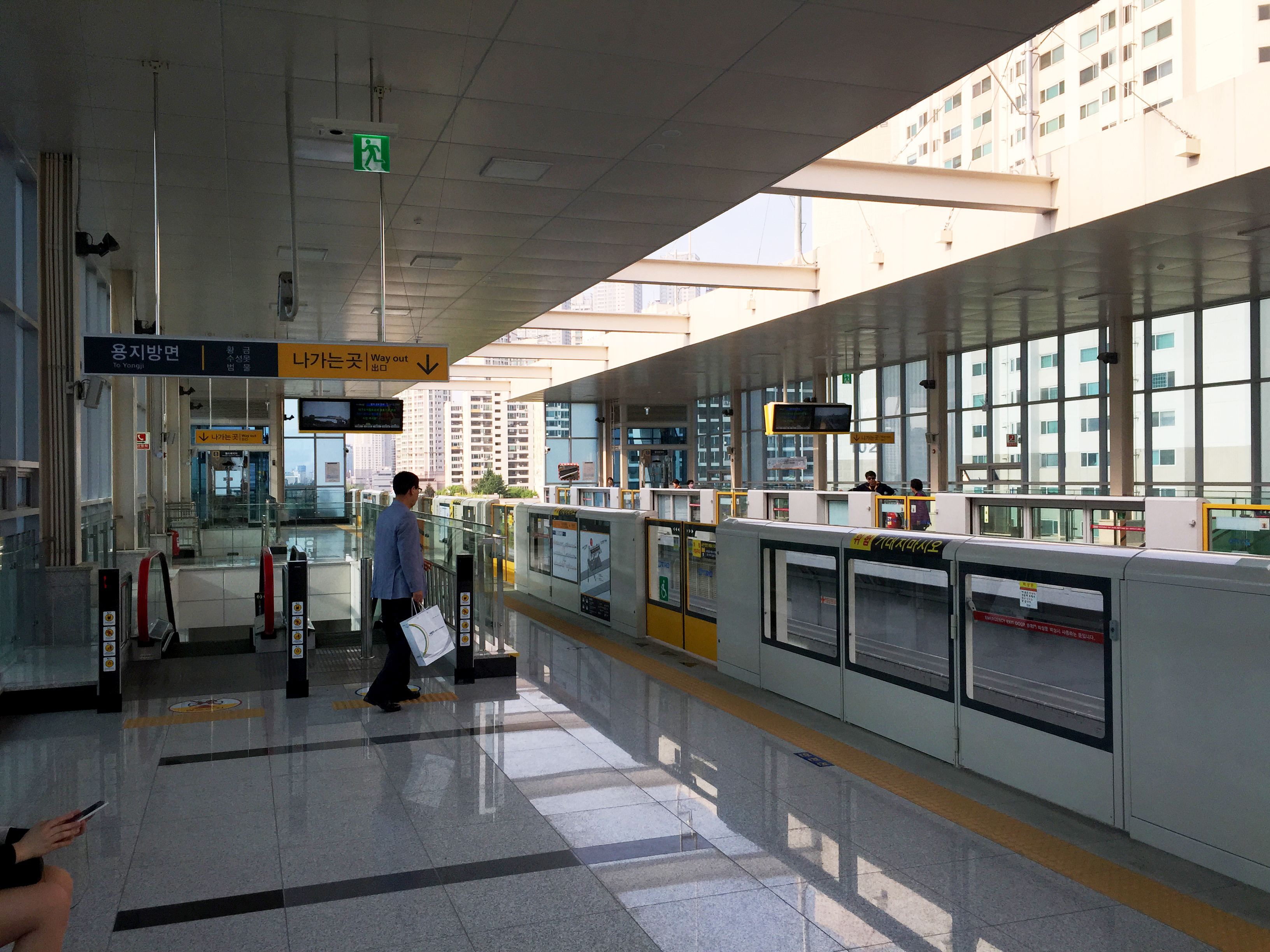
候車月台

## 相鄰車站
大邱都市鐵道公社
●大邱都市鐵道3號線
壽城市場（334）－壽城區民運動場（335）－兒童會館（336）